# Rescue on Fractalus!
Rescue on Fractalus! est un jeu vidéo d’action en vue à la première personne développé par Lucasfilm Games. Initialement commercialisé sur Atari 5200 et Atari 8-bit en mars 1984, le jeu est ensuite publié sur Amstrad CPC, Apple II, Commodore 64, TRS 80 Coco (Coco 3 seulement) et ZX Spectrum. Le jeu se déroule sur une planète extraterrestre connue sous le nom de Fractalus. Le joueur incarne un pilote de vaisseau devant retrouver et sauver  d’autres pilotes s’étant écrasé sur la planète, les missions de sauvetages devenant plus difficile lorsque des aliens, les Jaggies, commencent à défendre leur planète. Le jeu a été conçu en 1982 par David Fox et Loren Carpenter. Il utilise un moteur graphique qui repose sur l’utilisation de fractales permettant de générer les environnements aléatoirement.

## Développement
Le jeu a été conçu par David Fox. Celui-ci est recruté par Lucasfilm en 1982 lorsque la société décide de créer une division spécialisée dans les jeux vidéo.  Au cours de ses trois premiers mois en tant qu’employé du studio, Fox partage son bureau avec Loren Carpenter qui développe à l’époque un moteur graphique permettant de générer des paysages montagneux en utilisant des fractales. Fox lui propose alors d’adapter ce système pour l’Atari 800. Après avoir appris à programmer en assembleur pour le microprocesseur 6502 et  après plusieurs semaines de programmation, Loren présente à Fox une première version de démonstration du moteur graphique fonctionnant à une framerate satisfaisante. Pendant ce temps, Fox commence à travailler sur l’histoire et le gameplay d’un jeu pouvant utiliser avantageusement la technologie ainsi créée.
Pour la suite du développement, Fox est aidé par d’autres employés de Lucasfilm Games. Ainsi, les musiques du jeu sont écrites par Peter Langston et les personnages, tels que les monstres Jaggi, sont dessinés par Gary Winnick. Pour la programmation, il est assisté par Charlie Kellner qui écrit notamment le code permettant de gérer le système de dynamique de vol, les effets sonores, les musiques et les animations 2D pendant que Fox programme le système permettant de gérer les instruments, les scores, les séquences de transition et la logique du jeu. Une attention particulière a été apportée à la création des effets sonores, le jeu étant un des premiers à inclure des sons correspondants à des évènements ayant lieu en dehors de l’écran. D’après Fox, faire partie de la société ayant produit Star Wars imposait en effet un certain standard dans ce domaine. Au cours du développement, l’équipe doit régulièrement recoder certaines parties du jeu pour en limiter la taille afin que le jeu fonctionne avec les 48 ko de l’Atari 800.
Au départ, Fox désire placer l'univers du jeu dans celui de Star Wars, mais lui et son équipe n'obtiennent pas le droit de réaliser une adaptation. Dans la version initiale du jeu, le vaisseau piloté par le joueur ne disposait pas d’armes, le joueur devant chercher à éviter les ennemis plutôt qu’à les affronter. Sous l’impulsion de George Lucas,  l’équipe va néanmoins implémenter un système d’armement. Pour ajouter du suspense, George leur suggère également d’inclure dans le jeu des personnages n’étant pas ce qu’ils semblent être. C’est ainsi que l’idée des monstres Jaggi, pouvant sauter sur le cockpit du vaisseau et tuer le pilote, émerge. D’après Fox, cela aurait contribué à faire de Rescue on Fractalus! un des premiers jeux capables de faire sursauter les joueurs.

## Accueil
| Rescue on Fractalus!     |      |       |
| Média                    | Nat. | Notes |
| Commodore User           | GB   | 3/5   |
| Computer and Video Games | GB   | 70 %  |
| Crash                    | GB   | 75 %  |
| Home Computing Weekly    | GB   | 4/5   |
| Your Computer            | GB   | 4/5   |
| Sinclair User            | GB   | 60 %  |
| Your Sinclair            | GB   | 70 %  |
| Zzap!64                  | GB   | 91 %  |